# M.K.Hubli, Sampgaon
M.K.Hubli là một làng thuộc tehsil Sampgaon, huyện Belgaum, bang Karnataka, Ấn Độ.